# 卡斯特罗莫乔
卡斯特罗莫乔，是西班牙卡斯蒂利亚-莱昂帕伦西亚省的一个市镇。 总面积53平方公里，总人口251人（2001年），人口密度5人/平方公里。